# Dan Added
Dan Added (Strasburgo, 13 aprile 1999) è un tennista francese.
Specialista del doppio, ha vinto diversi titoli nei circuiti Challenger e ITF e ha raggiunto il secondo turno al Roland Garros 2021 e 2024. Il suo miglior ranking ATP è il 77º posto del settembre 2023. In singolare ha vinto solo tornei ITF, ha perso una finale Challenger e non è andato oltre il 240º posto mondiale.

## Carriera

### Tra gli juniores
Fa il suo esordio nell'ITF Junior Circuit nel 2013 e nel luglio 2014 vince il primo titolo in doppio in un torneo Grade 5, mentre il primo titolo in singolare arriva nel luglio dell'anno seguente. Continua a vincere titoli soprattutto in doppio e il primo risultato di rilievo nei tornei maggiori sono i quarti di finale raggiunti in doppio al prestigioso Orange Bowl a fine 2016, risultato con cui nel gennaio 2017 raggiunge il 22º posto nel ranking mondiale di categoria. A maggio vince il suo unico torneo Grade 1 in doppio al Mediterranée Avenir di Casablanca e disputa l'ultimo torneo juniores a settembre spingendosi fino ai quarti di finale in doppio agli US Open. Chiude l'esperienza con 3 titoli in singolare e 7 in doppio.

### 2015-2020, inizi da professionista, primi titoli ITF
Muove i primi passi tra i professionisti nel 2015 nei tornei ITF e nell'ottobre 2016 vince il suo primo titolo ITF in doppio al France F20 in coppia con Albano Olivetti. Nei due anni successivi vince diversi altri tornei ITF di doppio, cominciando a giocare con continuità tra i professionisti dopo aver abbandonato il circuito juniores. Alla fine del 2018 debutta nell'ATP Challenger Tour. Il primo titolo ITF in singolare risale all'aprile 2019 e lo conquista in un torneo M25 ad Abuja. A settembre debutta nel circuito maggiore in coppia con Olivetti a Metz, dove eliminano Arneodo / Paire e perdono nei quarti da Mahut / Roger-Vasselin. Nel febbraio 2020 disputa la prima finale Challenger a Cherbourg con Olivetti e vengono sconfitti per 10-12 nel set decisivo da Pavel Kotov / Roman Safiullin, ma Added continua a giocare in prevalenza nei tornei ITF.

### 2021-2022, esordio al Roland Garros, due titoli Challenger e top 200
Dopo la finale persa al Play In Challenger Lille, nel giugno 2021 esordisce in una prova del Grande Slam con una wild-card al Roland Garros in coppia con Jo-Wilfried Tsonga, vincono il primo match contro Berankis / Ramos-Viñolas ed escono al secondo turno per mano di Juan Sebastián Cabal / Farah, risultato con cui entra nella top 200 del ranking. L'anno successivo inizia a giocare con maggiore frequenza nei Challenger e a maggio vince il primo torneo di categoria al Challenger 50 di Francavilla, gioca con Hernán Casanova e superano in finale Davide Pozzi / Augusto Virgili in due set. Si ripete a luglio al Challenger 80 di Pozoblanco in coppia con Albano Olivetti, con il successo in finale su Victor Vlad Cornea / Luis David Martínez per 3-6, 6-1, [12-10]. Sempre con Olivetti perde a settembre la finale a Rennes e subito dopo torna a giocare nel circuito maggiore a Metz, uscendo di scena nei quarti di finale. A fine stagione disputa altre due finali Challenger, entrambe contro Arneodo / Weissborn, vince la prima a Saint Tropez con Olivetti e perde la seconda a Vilnius in coppia con Théo Arribagé.

### 2023, prima finale Challenger in singolare, 8 titoli Challenger e 77º in doppio
A inizio marzo del 2023 vince con Olivetti il suo primo Challenger 125 a Pau e a fine mese vincono anche quello di Saint-Brieuc, torneo nel quale consegue il miglior risultato da inizio carriera in singolare raggiungendo la finale, persa al tie-break del set decisivo contro Ričardas Berankis. Nei due mesi successivi si aggiudica il titolo al Challenger di Roseto degli Abruzzi assieme a Titouan Droguet e a Praga con Olivetti e fa il suo ingresso nella top 100. Alla sua prima esperienza nelle qualificazioni di singolare al Roland Garros vince il primo incontro e viene eliminato in quello successivo, risultato con cui porta il miglior ranking di singolare al 240º posto. Con Olivetti entra nel tabellone principale di doppio ed escono al turno di esordio.
Continua a raccogliere successi in doppio nei Challenger, vince a Blois con Grégoire Jacq, a Segovia con Pierre-Hugues Herbert e a Cassis con Jonathan Eysseric. A settembre vince con Olivetti il Challenger 125 di Saint-Tropez e sale alla 77ª posizione mondiale. A novembre esce dalla top 300 in singolare nonostante abbia vinto un titolo ITF ad agosto. Non consegue risultati rilevanti in doppio nell'ultimo scorcio di stagione. 

### 2024-2025, due titoli Challenger e discesa nel ranking
Nella prima parte del 2024 non va oltre la finale raggiunta al Pune Challenger in coppia con Chung Yun-seong e a inizio marzo esce dalla top 100. Cambia diversi partner e torna a giocare anche nei tornei ITF senza riscuotere successi significativi. Dopo aver nuovamente raggiunto il secondo turno al Roland Garros, perde anche la seconda finale stagionale, disputata a luglio al Tennis Open Karlsruhe. Sempre a luglio torna a vincere nel circuito Challenger dopo 10 mesi a Pozoblanco in coppia con Arthur Reymond, con cui la settimana dopo vince anche a Segovia. Nell'ultima parte della stagione perde due finali ITF in doppio e scende oltre il 150º posto, mentre esce dalla top 500 in singolare. Nella prima parte  del 2025 gioca soprattutto tornei ITF, ne vince alcuni sia in singolare che in doppio senza compiere particolari progressi nel ranking. A luglio esce dalla top 200 di doppio; il mese successivo disputa la finale sia di singolare che di doppio al Crete Challenger III e le perde entrambe.

## Statistiche
Aggiornate al 16 agosto 2025.

### Tornei Challenger

#### Singolare

##### Finali perse (2)
| N. | Data           | Torneo                                | Superficie  | Avversario in finale | Punteggio           |
| 1. | 26 marzo 2023  | Saint-Brieuc Challenger, Saint-Brieuc | Cemento (i) | Ričardas Berankis    | 3-6, 7–6(3), 6(5)–7 |
| 2. | 16 agosto 2025 | Crete Challenger III, Chersonissos    | Cemento     | Rafael Jódar         | 4-6, 2-6            |

#### Doppio

##### Vittorie (13)
| N.  | Data              | Torneo                                                   | Superficie  | Compagno              | Avversari in finale                    | Punteggio           |
| 1.  | 21 maggio 2022    | Internazionali d'Abruzzo, Francavilla                    | Terra rossa | Hernán Casanova       | Davide Pozzi Augusto Virgili           | 6-3, 7-5            |
| 2.  | 23 luglio 2022    | Open Ciudad de Pozoblanco, Pozoblanco                    | Cemento     | Albano Olivetti       | Victor Vlad Cornea Luis David Martínez | 3-6, 6-1, [12-10]   |
| 3.  | 15 ottobre 2022   | Saint-Tropez Open, Saint Tropez                          | Cemento     | Albano Olivetti       | Romain Arneodo Sam Weissborn           | 6-3, 3-6, [12-10]   |
| 4.  | 4 marzo 2023      | Open Pau-Pyrénées, Pau                                   | Cemento (i) | Albano Olivetti       | Julian Cash Constantin Frantzen        | 3-6, 6-1, [10-8]    |
| 5.  | 25 marzo 2023     | Saint-Brieuc Challenger, Saint-Brieuc                    | Cemento (i) | Albano Olivetti       | Patrik Niklas-Salminen Bart Stevens    | 4-6, 7–6(7), [10-7] |
| 6.  | 22 aprile 2023    | Challenger di Roseto degli Abruzzi, Roseto degli Abruzzi | Terra rossa | Titouan Droguet       | Jacopo Berrettini Andrea Pellegrino    | 6-2, 1-6, [12-10]   |
| 7.  | 13 maggio 2023    | TK Sparta Praga Challenger, Praga                        | Terra rossa | Albano Olivetti       | Miķelis Lībietis Hunter Reese          | 6-4, 6-3            |
| 8.  | 24 giugno 2023    | Internationaux de Tennis de Blois, Blois                 | Terra rossa | Grégoire Jacq         | Théo Arribagé Luca Sanchez             | 6-4, 6-4            |
| 9.  | 29 luglio 2023    | Open Castilla y León, Segovia                            | Cemento     | Pierre-Hugues Herbert | Francis Alcantara Sun Fajing           | 4-6, 6-3, [12-10]   |
| 10. | 9 settembre 2023  | Cassis Open Provence, Cassis                             | Cemento     | Jonathan Eysseric     | Liam Broady Antoine Hoang              | 6-0, 4-6, [11-9]    |
| 11. | 24 settembre 2023 | Saint-Tropez Open, Saint-Tropez                          | Cemento     | Albano Olivetti       | Jonathan Eysseric Harold Mayot         | 3-6, 1-0 rit.       |
| 12. | 20 luglio 2024    | Open Ciudad de Pozoblanco, Pozoblanco                    | Cemento     | Arthur Reymond        | Liam Hignett James MacKinlay           | 6-2, 6-4            |
| 13. | 27 luglio 2024    | Open Castilla y León, Segovia                            | Cemento     | Arthur Reymond        | Alexander Donski Tiago Pereira         | 6-4, 6-3            |

##### Finali perse (7)
| N. | Data              | Torneo                             | Superficie  | Compagno        | Avversari in finale            | Punteggio            |
| 1. | 15 febbraio 2020  | Challenger La Manche, Cherbourg    | Cemento (i) | Albano Olivetti | Pavel Kotov Roman Safiullin    | 6(6)-7, 7-5, [10-12] |
| 2. | 28 marzo 2021     | Play In Challenger, Lille          | Cemento (i) | Michael Geerts  | Benjamin Bonzi Antoine Hoang   | 3-6, 1-6             |
| 3. | 17 settembre 2022 | Open de Rennes, Rennes             | Cemento (i) | Albano Olivetti | Jonathan Eysseric David Pel    | 4-6, 4-6             |
| 4. | 22 ottobre 2022   | Vilnius Open, Vilnius              | Cemento (i) | Théo Arribagé   | Romain Arneodo Sam Weissborn   | 4-6, 7-5, [5-10]     |
| 5. | 24 febbraio 2024  | Pune Challenger, Pune              | Cemento     | Chung Yun-seong | Tristan Schoolkate Adam Walton | 6(4)-7, 5-7          |
| 6. | 7 luglio 2024     | Tennis Open Karlsruhe, Karlsruhe   | Terra rossa | Grégoire Jacq   | Jakob Schnaitter Mark Wallner  | 4-6, 0-6             |
| 7. | 16 agosto 2025    | Crete Challenger III, Chersonissos | Cemento     | Arthur Reymond  | Filippo Moroni Stuart Parker   | 4-6, 4-6             |